# Neogoniolithon rugulosum
Neogoniolithon rugulosum Adey, Townsend & Boykins, 1982  é o nome botânico  de uma espécie de algas vermelhas pluricelulares do gênero Neogoniolithon, família Corallinaceae, subfamília Mastophoroideae.
- São algas marinhas encontradas nas ilhas Fiji.

## Sinonímia
- Não apresenta sinônimos.